# 洋浦港
洋浦港位于海南省儋州市洋浦经济开发区洋浦湾内，为海南西北部的重要港口，目前分为洋浦港区（集装箱），神头港区（专用），白马井港区（渔业）三个港区。

## 历史
洋浦港开发距今已有400年历史，民国24年(1935年)《儋县志》记载：洋浦“距县治(今儋州市新州镇)30余里，周围皆石，水量数丈。凡轮船、战舰皆可停泊，可容大小船只数百号。
1974年，海南行政区决定成立“海南洋浦港建设筹备小组”，1975年洋浦港建设筹备小组正式成立，并进行了大量的水文观测。
1984年交通部批准兴建洋浦港第一期工程，1987年动工兴建，1990年3月建成2万吨级集装箱多用途码头和2万吨级煤杂多用途码头各1座，3千吨级工作船码头1座。并于同年6月投入使用并开放外轮停靠。1991年完成第一期工程建设工作。
此后1998、2008年经历两次扩建，2011年神头港区投入使用。2018年小铲滩码头投入使用。

## 港口设施
洋浦港分为洋浦、神头、白马井三个港区。
- 洋浦港区：主要为集装箱装卸使用。
- 神头港区：主要为炼化、成品油、天然气等液体工业产品装卸使用。建有中国石化海南炼化码头和金海浆纸有限公司码头。
- 白马井港区：为渔业港，系南海远海捕捞渔船基地之一。建有水产码头等渔业设施。[3]